# Бовуар-сюр-Мер
Бовуар-сюр-Мер (фр. Beauvoir-sur-Mer) — коммуна на западе Франции, регион Пеи-де-ла-Луар, департамент Вандея, округ Ле-Сабль-д’Олон, кантон Сен-Жан-де-Мон. Расположена на берегу Бискайского залива в 55 км к северо-западу от Ла-Рош-сюр-Йона и в 60 км к юго-западу от Нанта, в 54 км от автомагистрали А83.
Население (2019) — 3 880 человек.

## История
В галло-римский период на территории нынешнего Бовуара существовал город Ампеннум; археологические раскопки, произведенные на территории коммуны, открыли множество артефактов этой эпохи. В 677 году епископ Пуатье подарил Бовуар с прилегающими территорию Святому Филиберту, тремя годами ранее основавшему монастырь на расположенном поблизости острове Нуармутье.
В восьмом веке Бовуар подвергся нападению викингов, которые разрушили церковь и разорили город. В этот период мощи Святого Филиберта были перенесены из Нуармутье в Деа, а затем в Турню. Считается, что в 1040 году здесь умер Святой Густан.
В XV веке сеньория Бовуар-сюр-Мер была присоединена к виконтству Туар, принадлежащему семье Д’Амбуаз. Во время Религиозных войн в XVI веке Бовуар-сюр-Мер — один из оплотов кальвинизма в Вандее.

## Достопримечательности
- Церковь Святого Филиберта XI века, перестроенная в XIX веке, сочетание романского стиля и готики.

## Экономика
Структура занятости населения:
- сельское хозяйство — 10,1 %
- промышленность — 6,0 %
- строительство — 13,8 %
- торговля, транспорт и сфера услуг — 45,6 %
- государственные и муниципальные службы — 24,4 %

Уровень безработицы (2019) — 11,6 % (Франция в целом — 12,9 %, департамент Вандея — 10,5 %). 

Среднегодовой доход на 1 человека, евро (2019) — 20 810 (Франция в целом — 21 930, департамент Вандея — 21 550).

## Демография
Динамика численности населения, чел.

## Администрация
Пост мэра Бовуар-сюр-Мера с 2015 года занимает Жан-Ив Бийон (Jean-Yves Billon). На муниципальных выборах 2020 года возглавляемый им правый список победил в 1-м туре, получив 61,92 % голосов.
| Период | Период | Фамилия       | Партия        | Примечания        |
| ------ | ------ | ------------- | ------------- | ----------------- |
| 1965   | 1977   | Андре Бийон   |               | нотариус          |
| 1977   | 1983   | Жозеф Броссар |               | предприниматель   |
| 1983   | 1989   | Андре Бийон   |               | нотариус          |
| 1989   | 1995   | Жан-Клод Муйо |               |                   |
| 1995   | 2001   | Жозеф Сесброн |               | геодезист-эксперт |
| 2001   | 2015   | Кристиан Тибо | Разные правые | разводчик устриц  |
| 2015   |        | Жан-Ив Бийон  | Разные правые | разводчик устриц  |

## Галерея

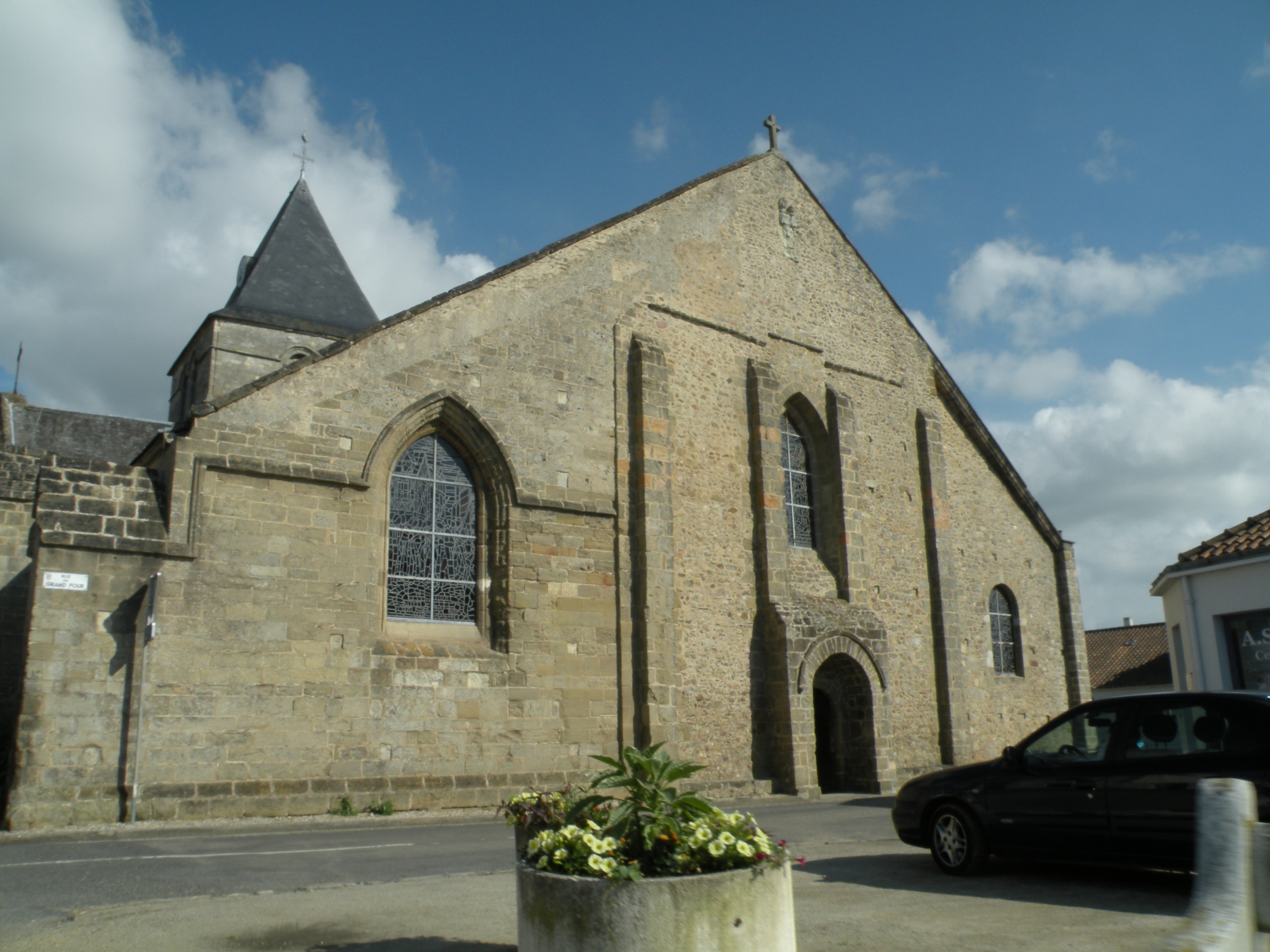
Церковь Святого Филиберта
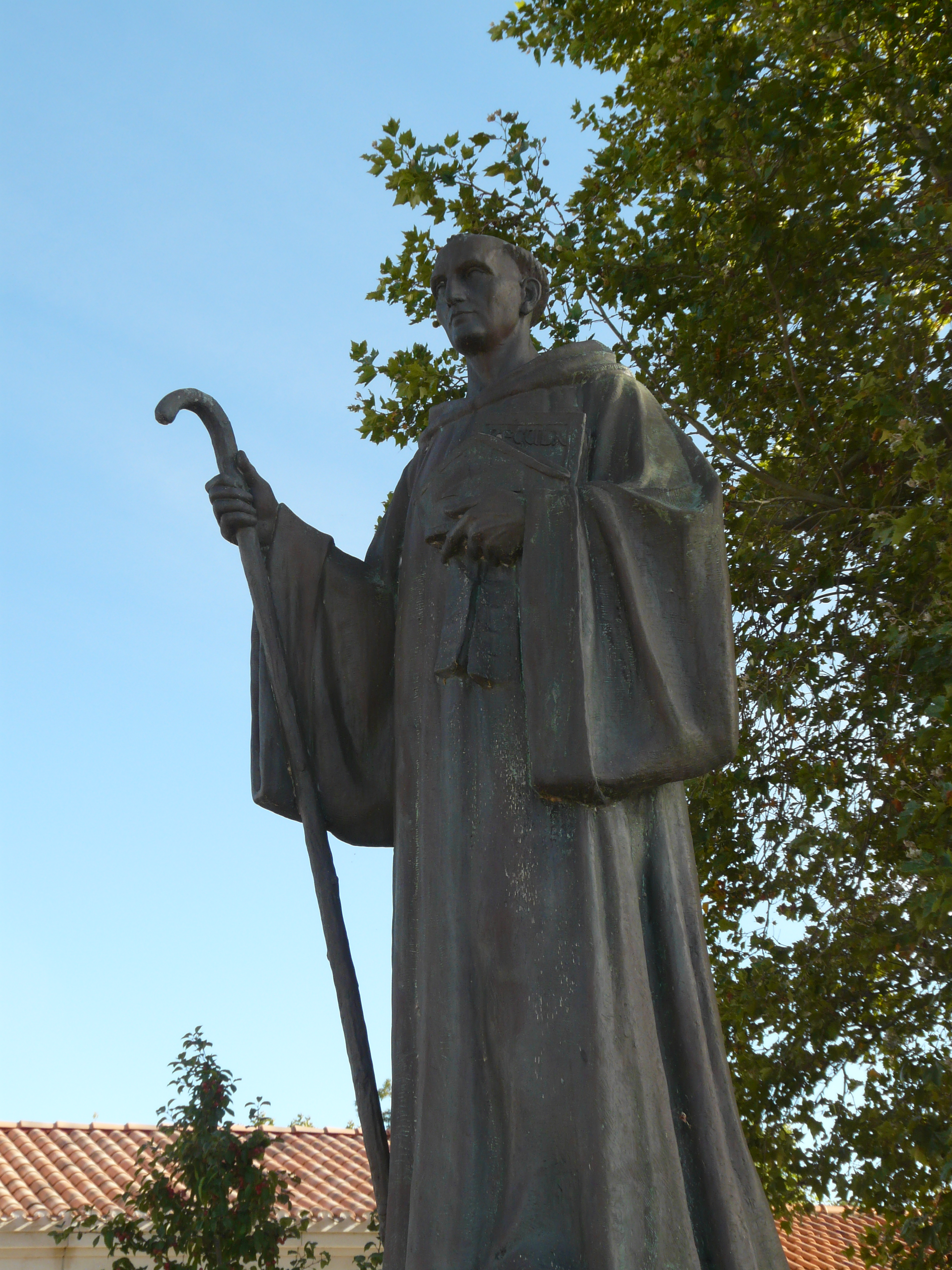
Статуя Святого Филиберта